# Azaghal
Azaghal — блэк-метал группа из Финляндии, основанная в 1995 году.

## История
Группа Azaghal была образована в 1995 году гитаристом Наркатом (en:Narqath) и барабанщиком Kalma (позже известным как VRTX и V-Khaoz). Varjoherra присоединился к группе в качестве вокалиста в 1997 году. Вскоре после этого в конце 1997 года группа записала первое демо. Ещё два демо («Noituuden Torni» и «Kristinusko Liekeissä») были записаны в 1998 году, а также дебютный EP «Harmagedon», который был выпущен Aftermath Music.
Дебютный полноформатный альбом «Mustamaa» был выпущен летом 1999 года Melancholy Productions (позже известный как ISO666). Альбом был первоначально выпущен только на виниле ограниченным тиражом (300 экземпляров), но позже был переиздан и на компакт-диске. Всего несколько месяцев спустя был выпущен второй полноформатный под названием «Helvetin Yhdeksän Piiriä». Первые два альбома содержали в основном перезаписанный демо-материал, из-за этого такой небольшой промежуток во времени между релизами. «Helvetin Yhdeksän Piiriä» вышел на бразильском Evil Horde Records в декабре 1999 года. В начале 2001 года JL Nokturnal (который участвовал в большинстве более ранних записях в качестве сессионного участника) присоединился к Azaghal в качестве ведущего гитариста/басиста, и группа записала третий полноформатный альбом «Of Beasts and Vultures» в марте 2001 года. После некоторых задержек «Of Beasts and Vultures» был наконец выпущен более чем год спустя, весной 2002 года. После этого альбома был уволен член-учредитель группы, барабанщик V-Khaoz.
Затем вышли MCD «Kyy» и альбом «Perkeleen Luoma». Эти релизы были также выпущены финским лейблом Hammer of Hate. В этих записях не участвовал барабанщик, релизы были записаны с драм-машиной. После почти десяти лет существования и негативного отношения к концертам, в 2004 году группа решила начать играть вживую, для чего TM Blastbeast (aka Teemu Mutka, ex-Deep Red, Nerlich) был введен в группу в качестве барабанщика. Их первое живое выступление состоялось на Under The Black Sun Festival в Германии летом 2004 года. После этого они сыграли ещё несколько концертов. Также в 2004 году группа подписала контракт с лейблом Avantgarde Music, и записала альбом «Codex Antitheus». В поддержку этого альбома они сыграли несколько концертов в 2005 году (в Швейцарии и Италии). В 2006 Azaghal записал второй альбом с Avantgarde Music, «Luciferin Valo». После записи они заменили TM Blastbeast за барабанами на Chernobog (из Kingdom of Agony). Два года спустя Varjoherra заявил, что у него нет больше времени играть концерты и записывать альбомы, таким образом, он был заменен Niflungr-ом, с которыми он начал ещё один проект под названием Black Blessing. В 2008 году выходит альбом «Omega». Год спустя Azaghal записали ещё один альбом под названием «Teraphim».

## Состав

### Нынешние участники
- Narqath (Томи Каллиола) — гитара, бас, вокал, клавиши
- Niflungr — вокал, бас
- Lima — ударные
- Joonas Pykälä-aho — ударные
- Ruho — гитара

### Бывшие участники
- Varjoherra — вокал, ударные
- JL Nokturnal — бас, гитара, синтезатор, ударные

## Дискография

### Студийные альбомы и компиляции
- 1999 — Mustamaa
- 1999 — Helvetin Yhdeksän Piiriä
- 2002 — Of Beasts And Vultures
- 2004 — Perkeleen Luoma
- 2005 — Codex Antitheus
- 2006 — Luciferin Valo
- 2008 — Omega
- 2009 — Teraphim
- 2012 — Nemesis[1]
- 2015 — Madon Sanat
- 2018 — Valo Pohjoisesta
- 2023 — Alttarimme on luista tehty

### Сплиты
- 2000 — Uusi Suomalainen Black Metal Tulokas
- 2001 — Suicide Anthems / Dark Blasphemous Moon
- 2002 — Black Metal War
- 2003 — Omenne
- 2003 — Unholy Terror Union
- 2004 — Krieg / Azaghal
- 2004 — None Shall Escape…
- 2004 — Neljä Vihan Vasaraa / Four Hammers of Hate
- 2006 — Azaghal Terror Cult / Wrath
- 2010 — Bringers of Black Death

### EP
- 1999 — Harmagedon
- 2002 — Helwettiläinen
- 2003 — Kyy

### Демоальбомы
- 1998 — Demo I
- 1998 — Noituuden Torni
- 1998 — Kristinusko Liekeissä
- 2001 — Black Terror Metal

### Сборники
- 2000 — DeathKult MMDCLXVI
- 2001 — Ihmisviha